# Anaea apicalis
Anaea apicalis är en fjärilsart som beskrevs av Rudolf Bargmann 1929. Anaea apicalis ingår i släktet Anaea och familjen praktfjärilar. Inga underarter finns listade i Catalogue of Life.